# Lista de ilhas da Indonésia

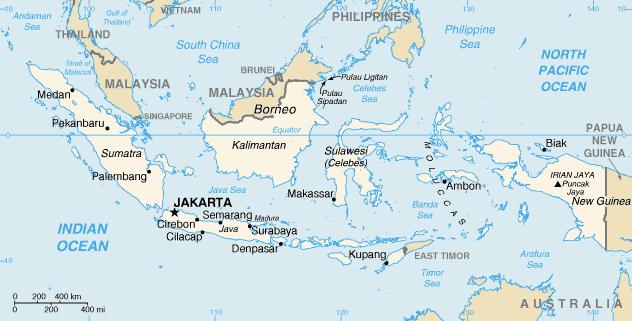
Mapa da Indonésia.

A Indonésia ocupa a maior parte do Arquipélago Malaio e chega até a Melanésia. O país tem 17 508 ilhas, das quais cerca de 6 000 são habitadas. Se consideradas as ilhas temporárias (periodicamente submersas devido à maré), o número total de ilhas dobra, muitas sem nome ou com nomes idênticos aos de ilhas permanentes. Devido ao fato de que grande parte da Indonésia apresenta atividade sísmica, as ilhas continuam a evoluir em número, dimensões e forma.
As ilhas da Indonésia podem ser agrupadas em:
- Grandes Ilhas de Sonda (de oeste para leste, Sumatra, Java, Bornéu e Celebes, bem como ilhas menores adjacentes; Indonésia divide a ilha de Bornéu com Brunei e Malásia);
- Pequenas Ilhas de Sonda (Bali, Flores, Komodo, Timor e outras; a Indonésia divide a ilha de Timor com Timor-Leste);
- Molucas (Ternate, Amboina, Halmaera e outras); e
- Nova Guiné (Indonésia divide-a com a Papua-Nova Guiné)

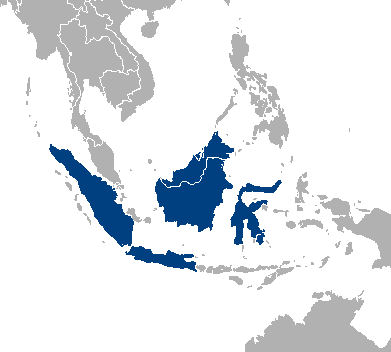
Grandes Ilhas de Sonda (em azul)
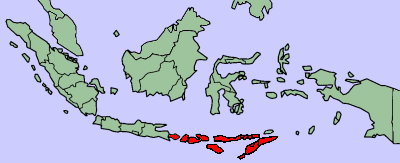
Pequenas Ilhas de Sonda (em vermelho)
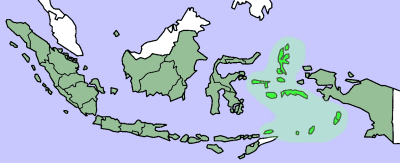
Mapa da Indonésia com as Molucas em destaque
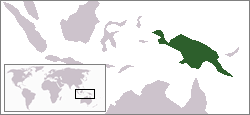
Mapa com a localização da Nova Guiné

## Ilhas principais
- Grandes Ilhas de Sonda
  - Bornéu — dividida ente a Indonésia (Kalimantan), Brunei e os estados malásios de Sabah e Sarawak;
  - Java
  - Sumatra
  - Celebes
- Nova Guiné — dividida entre a Indonésia (províncias de Papua e de Papua Ocidental) e a Papua-Nova Guiné

## Na província de Banten
- Deli
- Manuk
- Panaitan
- Panjang
- Sangiang
- Tinjil
- Tunda
- Umang

## Na província de Jacarta
- Arquipélago das Mil Ilhas (Kepulauan Seribu; 105 ilhas, das quais somente 11 são habitadas):
  - Anjo (Pulau Bidadari)
  - Ayer
  - Grande Bira (Pulau Bira Besar)
  - Grande Lancong (Pulau Lancong Besar)
  - Grande Umbrela (Pulau Payung Besar)
  - Escoteiros (Pulau Pramuka)
  - Cipir
  - Coco (Pulau Kelapa)
  - Edam
  - Grande Tigre (Pulau Macan Besar)
  - Esperança (Pulau Harapan)
  - Karya
  - Kelor
  - Kotok
  - Java Felizarda (Pulau Untung Jawa)
  - Onrust
  - Panggang
  - Pantara
  - Arco-Íris (Pulau Pelangi)
  - Sebira
  - Sepa
  - Stingray (Pulau Pari)
  - Tidung

## Na província de Java Ocidental
- Rakit

## Na província de Java Central
- Karimun Java
- Nusa Kambangan - ilha penitenciária

## Na província de Java Oriental
- Arquipélago de Bawean (kepulauan Bawean)
- Genteng
- Iyang
- Ilha Kambing
- Ilhas Kangean (arquipélago) (kepulauan Kangean)
- Madura
- Masalembu
- Nusa Barung
- Puteran
- Raas
- Raja
- Sapudi

## Na província de Achém (119 ilhas)
- Ilha de Achém
- Asu
- Babi
- Ilhas Banyak (arquipélago) (kepulauan Banyak), 99 ilhas
  - Balai
  - Bangkaru
  - Singkilbaru
  - Tuangku
  - Ujung Batu
- Bawah
- Breueh
- Hinako
- Lasia
- Weh
- Simeulue

## Na província de Sumatra do Norte (419 ilhas)
- Arquipélago de Batu (antigas Batoe Eilanden), 51 ilhas
  - Sibuasi
  - Pini
  - Tanahbala
  - Tanahmasa
- Batumakalele
- Bau
- Bawa
- Ilha Berhala, no estreito de Malaca
- Hamutaia
- Imanna
- Jake
- Lego
- Makole
- Masa
- Arquipélago de Nias (kepulauan Nias)
  - Simuk
- Pasu
- Ilha Samosir, no Lago Toba
- Sigata
- Simaleh
- Wunga

## Na província de Sumatra Ocidental
- Ilhas Mentawai
  - Siberut
  - Sipura (Pulau Sipora)
  - Pagai do Norte
  - Pagai do Sul
- Pasumpahan

## Na província de Lampung
- Filho de Krakatoa (Pulau Anak Krakatau)

## Na província de Riau
- Rupat
- Bengkalis
- Ilha de Padang
- Rangsang
- Ilha Tebing Tinggi
- Basu

## Na província das Ilhas de Riau (cerca de 3 200 ilhas)
- Arquipélago de Natuna (Kepulauan Natuna)
  - Arquipélago de Natuna do Sul
    - Ilha Midai
    - Ilha de Subi
    - Ilha de Panjang (Natuna)
    - Serasan

  - Arquipélago de Anambas
    - Airabu
    - Jemaja
    - Mubur
    - Siantan
    - Matak
    - Tarempah

  - Arquipélago de Natuna Besar
    - Natuna Besar
    - Laut (Natuna)

  - Arquipélago de Tambelan
    - Ilhas Badas (arquipélago)
    - Tembelan Besar
    - Uwi
    - Mendarik
    - Benua
    - Panjantan
- Arquipélago de Riau
  - Batam
  - Bintan
  - Karimun
  - Rempang
  - Galang
  - Bulan
  - Combol
  - Kundur
  - Karimun (Ilhas de Riau)
- Ilhas Lingga 
  - Ilha Lingga, com ilhas próximas:
    - Alut

  - Singkep, com ilhas próximas:
    - Posik
    - Serak
    - Lalang

  - Sebangka, com ilhas próximas:
    - Senayang
    - Kapas
    - Kentar
    - Mowang
    - Lobam
    - Cempah

  - Bakung
  - Selayar (Ilhas de Riau )
  - Temiang
  - Mesawak

## Na província das Ilhas de Bangka-Belitung
- Ilha Bangka
- Belitung
- Ilha Liat
- Lepar
- Mendanau

## Na província de Kalimantan Oriental
- Ilhas de Derawan
  - Kakaban
  - Bunaka
- Ilhas de Balabalagan
- Bunyu
- Mandul
- Mapat
- Sebatik
- Tarakan
- Maratua

## Na província de Kalimantan do Sul
- Ilhas Laut Kecil
  - Matasiri
  - Kalambau
  - Kadapongan
- Ilha Laut
- Sebuku
- Karamain

## Na província de Kalimantan Ocidental
- Pandang Tikar
- Ilhas Karimata
  - Karimata
- Bawal
- Galam
- Maya Karimata

## Na província de Celebes do Norte
- Ilhas Talaud
  - Karakelong
  - Salebabu
  - Kaburuang
- Miangas
- Ilhas de Sangihe
  - Budike
  - Sangir Besar
  - Ilha Kalama
  - Karatikang
  - Ilha Para
  - Ilha Siau
  - Tahulandang
  - Biaro
  - Talisei
  - Bangka (Sangihe)
- Ilhas Nanusa
- Ilhas Karakaralong

## Na província de Celebes Central
- Ilhas Togian
  - Unauna
  - Batudaka
  - Togian
  - Talatakoh
  - Ilha Puah
- Ilhas Banggai
  - Peleng
  - Banggai
  - Bangkulu
  - Ilhas Bowokan
    - Bowokan
- Timpaus
- Ilhas Salabangka
- Manui

## Na província de Celebes do Sul
- Ilhas Pabbiring
- Marasende
- Doangdoangan Besar
- Kalukalukuang
- Dewalakang-Lompo
- Tanakeke
- Taka Rewataya
- Ilhas Sabalana
- Ilhas Tengah
- Ilhas Selayar
  - Ilha Kambing
  - Ilha Selayar
- Tambalongang
- Kayuadi
- Tanahjampea
- Kalao
- Bonerate
- Ilhas Takabonerate
- Ilhas Macan

## Na província de Celebes de Sudeste
- Ilhas Tukangbesi
  - Wakatobi
    - Ilha Wangiwangi,
    - Kambode
    - Kampenane
    - Timor
    - Kaledupa
    - Hoga
    - Ilha Linea,
    - Tomea
    - Talondano
    - Lineta
    - Binongko

  - Moromaho
  - Cowocowo
  - Kentiole
  - Runduma
  - Anano
  - Karang Kapota (atol)
  - Karang Kaledupa (atol)
  - Karang Koromaha (atol)
  - Karang Kadupa (atol)
  - Ilhas Langkesi
- Wowoni
- Buton
- Muna
- Siumpu
- Batuata
- Kabaena
- Kakabia
- Karompa Lompo
- Kalaotoa
- Bahulu
- Labengke
- Padea Besar

## Na província de Bali
- Bali
- Nusa Penida
- Nusa Lembongan
- Nusa Ceningan

## Na província da Sonda Ocidental
- Lombok
- Sumbawa
- Sangeang
- Ilha Moyo

## Na província da Sonda Oriental
- Arquipélago de Alor (kepulauan Alor)
  - Alor
  - Buaya
  - Kepa
  - Pantar
  - Ilha Pura
  - Tereweng
  - Ilha Kangge
  - Ilha Kura
  - Ilha Sika
  - Ilha Kapas
  - Ilha Batang
  - Ilha Lapang
  - Ilha Rusa
- Flores
- Komodo
- Palu'e
- Rinca
- Ilha Rote
- Savu
  - Rai Hawu (Savu, Sawu, Sabu, Sawoe, Havu, Hawu, awoe)
  - Rai Jua (Rai Djua, Raijua)
  - Rai Dana (Dana)
- Arquipélago de Solor
  - Adonara
  - Lembata (Lomblen)
  - Solor
- Sumba
- Timor—dividida entre o Timor Ocidental, pertencente à Indonésia, e Timor-Leste
- Semau

## Na província das Molucas
- Buru, com ilhas adjacentes
  - Ambelau
- Seram, com ilhas adjacentes
  - Amboina
  - Buano
  - Haruku
  - Kelang
  - Manipa
  - Saparua
- Arquipélago de Gorong (Kepulauan Gorong)
  - Gorong
  - Manawoka
  - Panjang
- Arquipélago de Watubela (Kepulauan Watubela)
  - Kasiui
  - Tioor
- Arquipélago de Banda (Kepulauan Banda)
  - Ay
  - Banana (Pulau Pisang)
  - Banda Naira
  - Batukapal
  - Grande Banda (Pulau Banda Besar/Lonthoir)
  - Caranguejo (Pulau Karaka)
  - Hatta (antiga Rozengain)
  - Manuk
  - Manukang
  - Nailaka
  - Run
  - Saaru
- Ilhas Tayandu (ou Tayahad), 17 ilhas
  - Kaimeer
  - Ilha Kur
  - Manggur
  - Taam
  - Tayandu
  - Walir
- Arquipélago de Kai (Kepulauan Kai)
  - Grande Kai (Pulau Kai Besar)
  - Pequena Kai (Pulau Kai Kecil)
  - Kaitanimbar
- Arquipélago de Aru (Kepulauan Aru), 85 ilhas 
  - Baun
  - Enu
  - Kobroor
  - Ilha Kola
  - Maikoor
  - Penambulai
  - Trangan
  - Wamar
  - Warilau
  - Wokam
  - Workai
  - Ilhas Jin (Kepulauan Jin)
- Arquipélago de Tanimbar (Kepulauan Tanimbar), 66 ilhas, das quais apenas 7 habitadas
  - Fordata
  - Larat
  - Maru
  - Molu
  - Nuswotar
  - Selaru
  - Selu
  - Seira
  - Wotap
  - Wuliaru
  - Yamdena
- Arquipélago de Babar (Kepulauan Babar), 6 ilhas
  - Babar
  - Dai
  - Daweloor
  - Dawera
  - Masela
  - Wetan
- Arquipélago de Barat Daya (Kepulauan Barat Daya)
  - Damar
  - Maopora
  - Romang
  - Wetar
- Arquipélago de Sermata (Kepulauan Sermata)
  - Sermata
  - Coco (Pulau Kelapa)
  - Luang
- Arquipélago de Leti (Kepulauan Leti)
  - Kisar
  - Lakor
  - Leti
  - Moa

## Pequenas ilhas vulcânicas no Mar de Banda
- Nila
- Serua
- Teun

## Na província das Molucas do Norte
- Halmaera, com ilhas adjacentes:
  - Damar (Molucas do Norte)
  - Hasil
  - Machian (Pulau Makian)
  - Mare
  - Morotai
  - Moti
  - Sayafi
  - Ternate
  - Tidore
- Bacan, com ilhas adjacentes:
  - Kasiruta
  - Kayoa
  - Latalata
  - Mandioli
  - Taneti
- Morotai, com ilhas adjacentes:
- Rau
- Gebe Umera, com ilhas adjacentes:
  - Yu
- Arquipélago de Loloda do Norte (Kepulauan Loloda Utara)
  - Dagasuli
  - Doi
- Arquipélago de Widi (Kepulauan Widi)
- Ilhas Obi, com ilhas adjacentes:
  - Bisa
  - Gomumu
  - Obilatu
  - Tapat
  - Tobalai
- Arquipélago de Sula (Kepulauan Sula)
  - Lifamatola
  - Mangole
  - Seho
  - Sulabesi
  - Taliabu

## Pequenas ilhas vulcânicas nas Molucas do Norte
- Mayu
- Pisang (Molucas do Norte)
- Tifore
- Lawin
- Ilhas Boo

## Na província de Papua Ocidental (610 ilhas, das quais 35 habitadas)
- Arquipélago da Ásia (kepulauan Asia)
  - Fani
  - Igin
  - Miarin
- Arquipélago de Ayu (kepulauan Ayu)
- Ilhas Mapia ao norte da Baía de Cenderawasih
  - Ilha Bras
  - Ilha Pegun
- Bantang (Batangpele), com ilhas adjacentes:
  - Minyahun
  - Penemu
  - Yar
- Ilhas Kabu (kepulauan Kabu)
- Ilhas Kalis (kepulauan Kalis)
- Mansuar, com ilhas adjacentes:
  - Kri
- Ilhas Raja Ampat (kepulauan Raja Ampat ou Arquipélago dos Quatro Reis): mais de 1 500 ilhas
  - Batanta
  - Gag
  - Ilhas Fam (kepulauan Fam)
  - Misool com ilhas adjacentes:
    - Babi
    - Daram
    - Ketimkerio
    - Polee
    - Wagmab
    - Walib
    - Warakaraket/Warakaget

  - Ilhas Nusela (kepulauan Nusela)
  - Ilhas Rombombo (kepulauan Rombombo) - próximas a Sorong
    - Doom
    - Kabra
    - Tsiof

  - Selawati
  - Waigeo
    - Gam
    - Kawe
    - Me
    - Uranie
    - Wayag
    - Yeben
    - Kofiau
- Ilhas Sariga (kepulauan Sariga)
  - Selawati, com ilhas adjacentes:
  - Batanta
    - Igiem
    - Jefman/Yefman
    - Warir

  - Sayang
  - Ilhas Su (kepulauan Su)
- Wai (no estreito de Dampier)
- Ilhas Segaf, ao sul de Misool.
- Ilhas Valse Pisang, a leste de Misool.

## Outras ilhas na província de Sonda Ocidental
na Baía de Cenderawasih:
- Ilhas Auri (kepulauan Auri)
- Meos Waar
- Rumberpon
- Ilha Roon
- Meos Angra

na Baía de Sebakor:
- Karas
- Semai

na Baía de Kamrau:
- Ilha Adi (na regência de Kaimana)
- Aduma

outras:
- Sabuda (próxima ao Cabo Fatagar Tuting)

## Na província de Papua
- Ilhas Biak (kepulauan Biak ou Arquipélago de Schouten):
  - Biak
  - Ilhas Padaido (kepulauan Padaido)
  - Numfor
  - Yapen
  - Mios Num
  - Kaipuri
  - Supiori
- Ilhas Kumamba (Kepulauan Kumamba)
- Ilhas Podena (Kep Podena)
- Ilhas Moor (kepulauan Moor) na Baía de Cenderawasih
- Komoran
- Yos Sudarso (Dolak, Kimaam, e a antiga Ilha de Frederik-Hendrik)